# Hormontherapie
Als Hormontherapie wird in der Medizin die Verwendung von Hormonen bzw. antihormonell wirksamen Substanzen als Arzneimittel bezeichnet. 
Häufige Beispiele für eine Behandlung mit Hormonen sind die Gabe von Schilddrüsenhormonen bei einer Schilddrüsenunterfunktion (Hypothyreose) als Ersatz für eine fehlende oder zu geringe Hormonproduktion des Körpers (Substitutionstherapie). Sowie die Gabe von Schilddrüsenhormonen bei einer Schilddrüsenvergrößerung (Struma) zur Unterdrückung einer weiteren Stimulation der Schilddrüse (Suppressionstherapie).
Geschlechtshormone werden angewendet bei:
- Verhütungsmitteln: Weibliche Geschlechtshormone in Form der Antibabypille. Diese wird teilweise auch bei Menstruationsbeschwerden eingesetzt.
- Bei Empfängnisunfähigkeit werden zur Stimulation der Eizellenproduktion und Eireifung (etwa Luteinisierendes Hormon und Follikelstimulierendes Hormon im Medikament Menotropin eingesetzt[1]).
- Die Hormonersatztherapie kann bei Beschwerden in den Wechseljahren angewendet werden (Klimakterium bei Frauen und Klimakterium virile bei Männern).
- Männliche oder weibliche Hormone können für transidente Menschen angewendet werden, die eine Geschlechtsangleichung anstreben.

In der Onkologie hat der Begriff Hormontherapie (hier auch Antihormontherapie / AHT) eine besondere Bedeutung. Bestimmte Krebsarten, an deren Zellen Hormonrezeptoren nachgewiesen wurden, können oft über viele Jahre mit antihormonellen Maßnahmen erfolgreich behandelt werden. Eine solche Therapie kommt bisher bei Brust-, Gebärmutter- und Prostatakrebs in Betracht. Dabei werden Medikamente verabreicht, die die Produktion oder Wirkung von Östrogen bzw. Testosteron im Körper verringern.  Hierdurch kann jedoch die Libido beeinträchtigt werden.
Ein Hormon-Rezeptor-Test (Hormon-Rezeptor-Analyse) prüft die Sensibilität von Krebszellen für Hormone, insbesondere die Empfindlichkeit von Brustkrebs-Zellen auf Östrogen (und Progesteron).